# Chapelle Notre-Dame-de-Bon-Secours de Dieppe
 (mai 2025).
La chapelle Notre-Dame-de-Bon-Secours de Dieppe a été construite à Dieppe en 1876 pour les marins morts en mer. Elle fut d'abord un lieu de pèlerinage avant d'être une église paroissiale.
De nombreux ex-voto témoignent des marins morts en mer. Elle a été construite par une Société de secours mutuel avant d'être en 1914 rattachée à la paroisse de Neuville-lès-Dieppe.

## Le culte marial chez les pêcheurs de Dieppe

### Les marins de Dieppe entre fierté locale et dénigrement social
Les marins dieppois sont traditionnellement des hommes très pieux, ce qui s’explique par la dureté de leurs conditions de vie tout au long du XIXe siècle. Ils s'aventuraient souvent dans les différentes mers du globe terrestre jusqu'au XIXe siècle, suscitant une fierté locale. Ainsi, le poème d'un poète normand du XVIIe siècle que l'on pouvait encore lire au XIXe siècle donne-t-il un éloge panégyrique du marin quelque peu exagéré mais bien réaliste des risques encourus par le marin.

### La tradition de baptiser des bateaux par les pêcheurs dieppois
Il est de coutume chez les pêcheurs de Dieppe de baptiser les bateaux. En effet, l'incompréhension face aux éléments de la nature qui les épuisent intellectuellement, moralement et physiquement cause le recours à des pratiques surnaturelles afin de conjurer le mauvais sort. Les bateaux sont patronnés par des saints. Cette pratique, en perte de vitesse en Normandie, est encore vive en Bretagne et dans les îles du Ponant et donne lieu à des pèlerinages et des réjouissances.

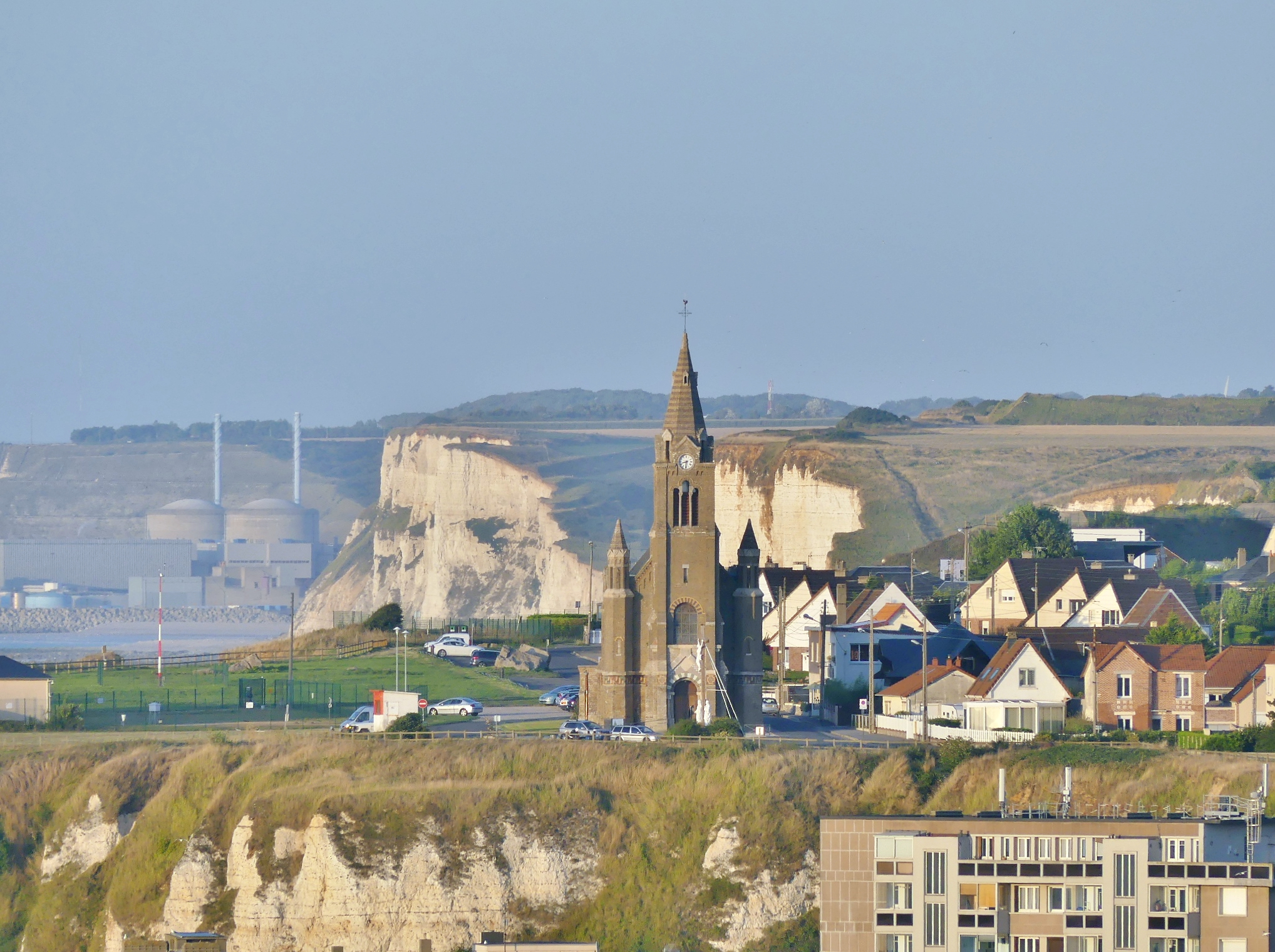
La Chapelle Notre-Dame de Bonsecours à l'été 2018.
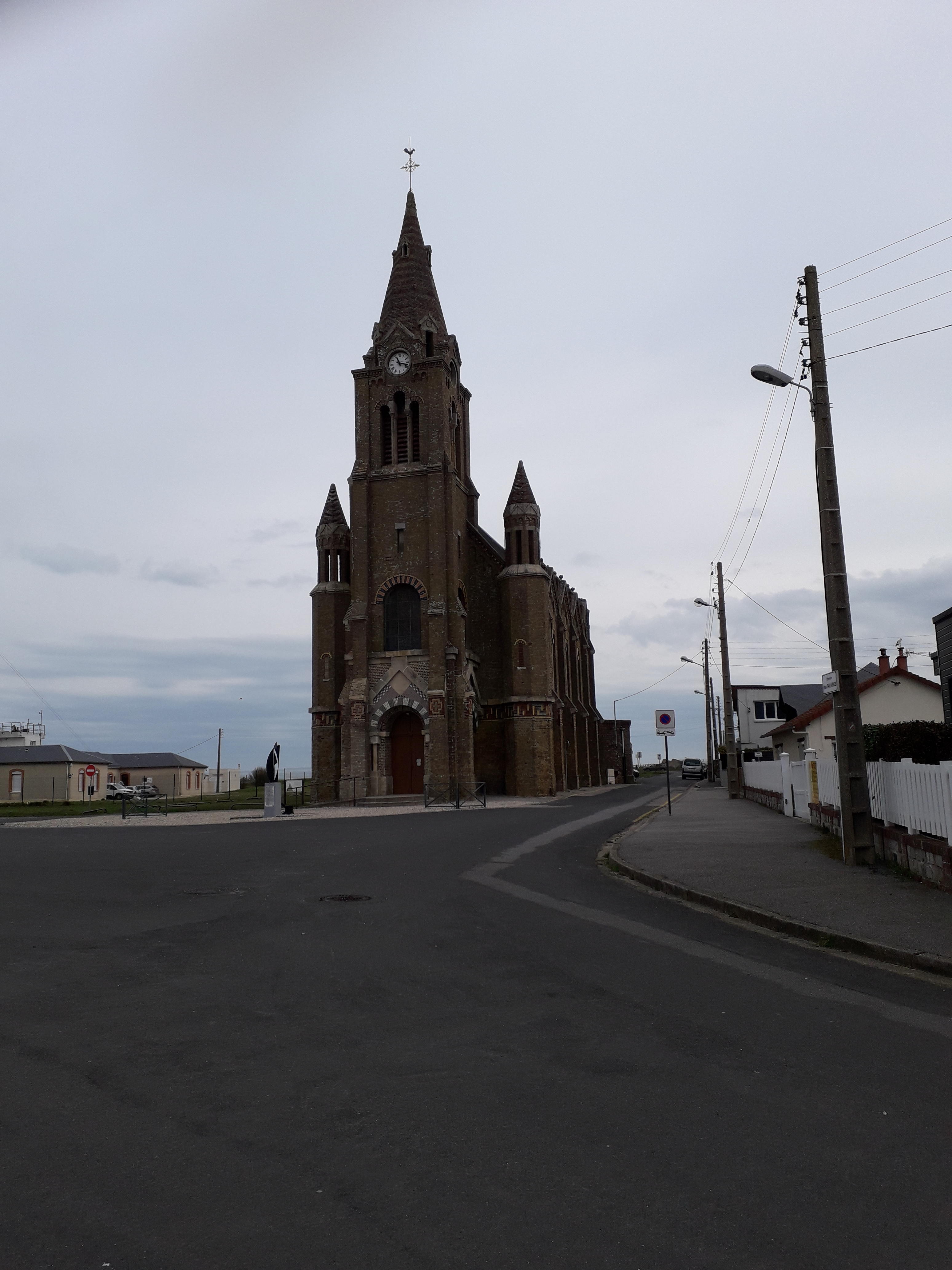
La chapelle vue depuis la route en mars 2022.
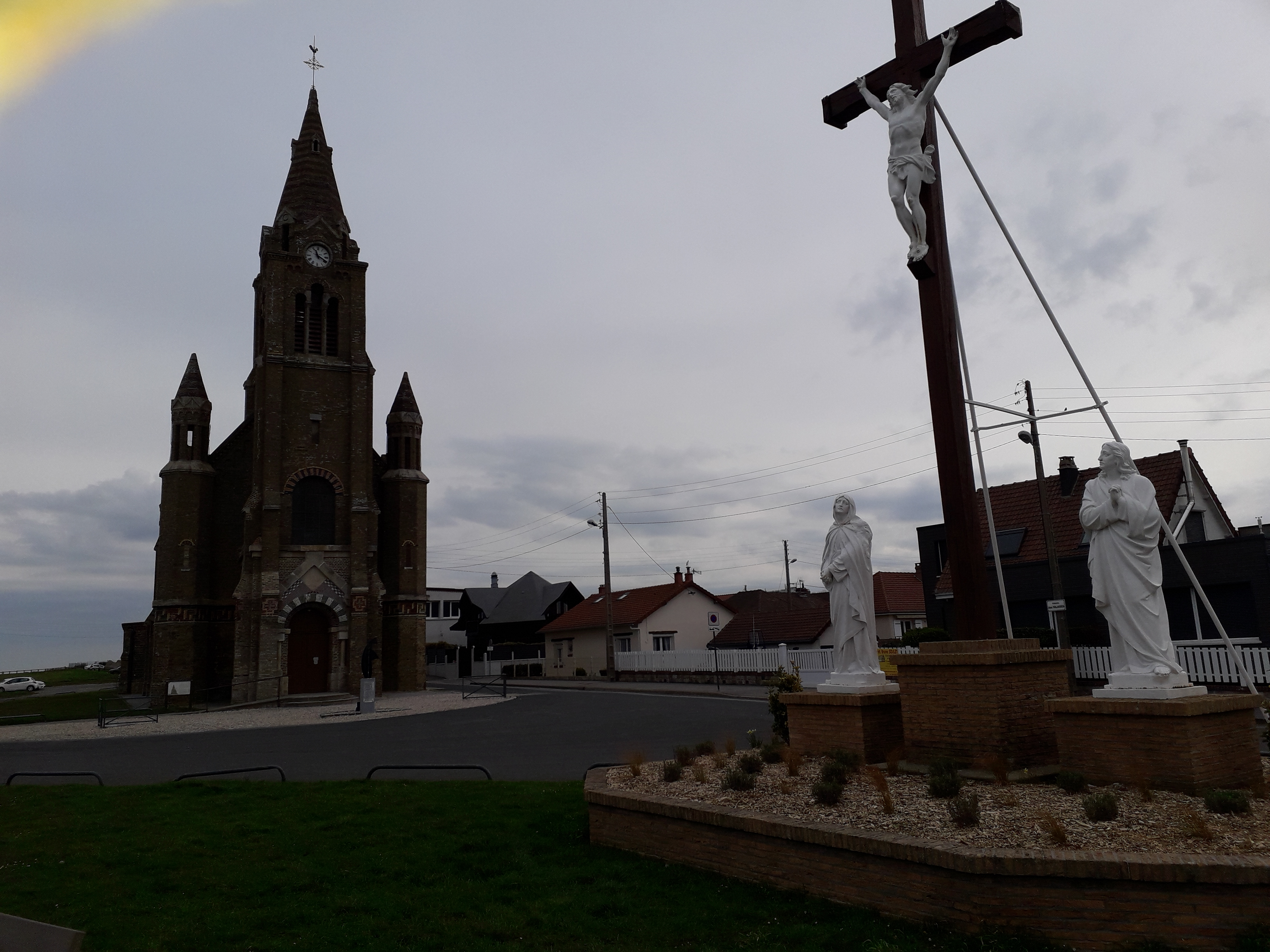
La chapelle vue depuis l'esplanade en mars 2022.

## Architecture de la chapelle

### Des maquettes commeex-voto
La chapelle Notre-Dame-de-Bon-Secours dédiée à la Vierge Marie a pour particularité d’être remplie d'ex-voto sous forme de bateaux en miniature. Les pêcheurs, avant ou après la navigation, tiennent ainsi à remercier la vierge ou à assurer sa protection en offrant une maquette de leur bateau. Celle-ci est déposée près de la statue mariale de la vierge couronnée terrassant le dragon d’après le passage de l'Apocalypse selon Saint Jean évangéliste.

### Vitraux

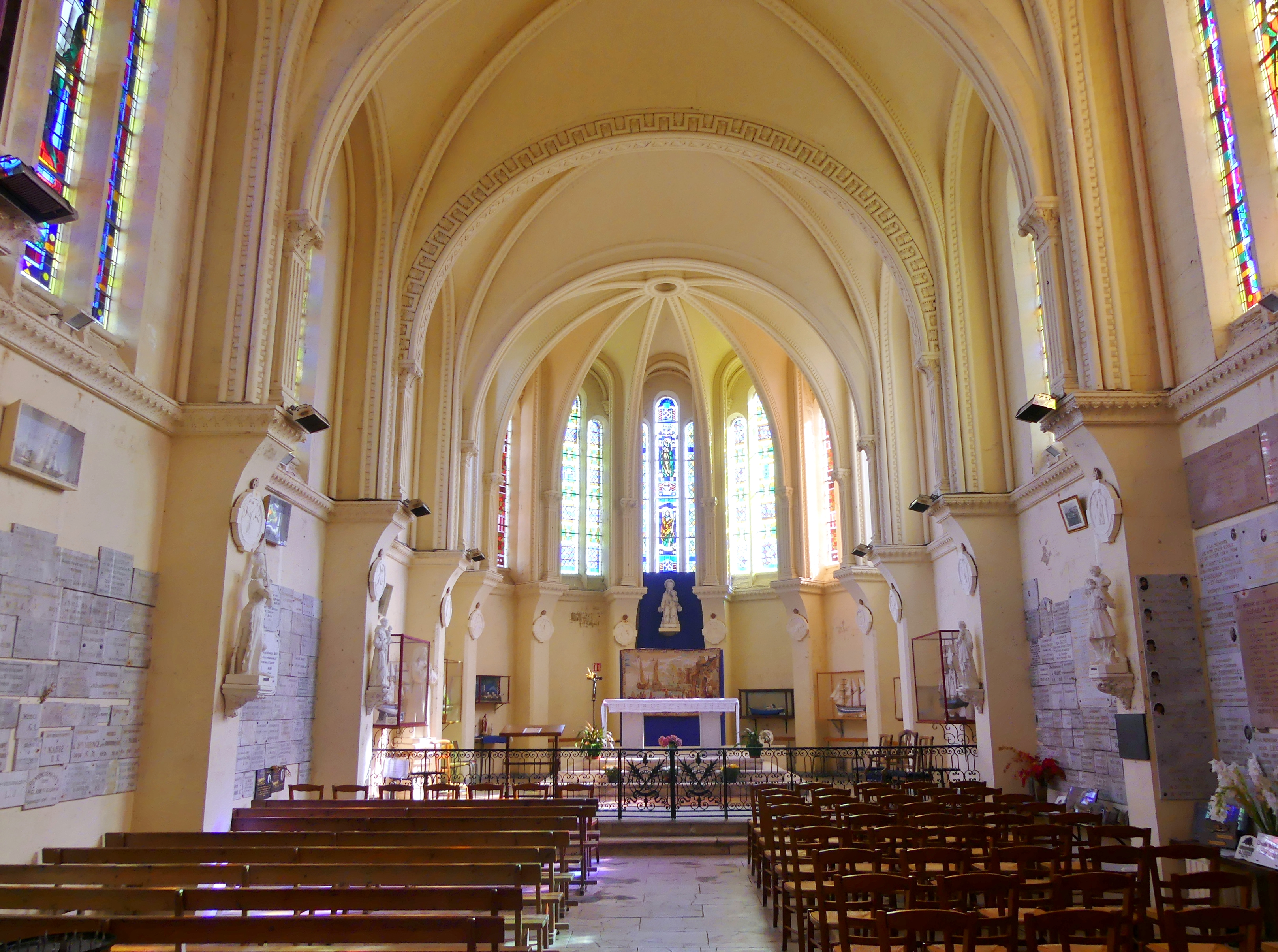
Les vitraux à l'Intérieur de l'église Notre-Dame de Bonsecours de Dieppe.

Les vitraux sont relativement modestes et témoignent du style néogothique, qui en cette fin du XIXe siècle tend à recréer un Moyen Âge perdu et réinventé par les écrivains, dans la lignée d'Eugène Viollet-le-Duc. Cette époque est en effet considérée alors par les milieux conservateurs monarchistes puis modérés comme l'âge d'or de la chrétienté. En 1876, au début de la IIIe République, les goûts esthétiques sont encore ceux du Second Empire (1852-1870).

### Sources à lier
- Nadine-Josette Chaline, « Images de Marie en Haute-Normandie au XIXe siècle », dans Marie et la « Fête aux Normands » : Dévotion, images, poésie, Presses universitaires de Rouen et du Havre, coll. « Normandie », 30 novembre 2018 (ISBN 979-10-240-1063-2, lire en ligne), p. 281–296.
- « Ville de Dieppe - découvrir Dieppe - le patrimoine architectural », sur dieppe.fr (consulté le 19 août 2020).